# Hội chứng Williams
Hội chứng Williams (WS) còn gọi là Hội chứng Williams–Beuren (WBS) là một rối loạn di truyền ảnh hưởng tới nhiều phần của cơ thể, gây nhiều vấn đề về phát triển. Các đặc điểm trên khuôn mặt thường bao gồm trán rộng, mũi ngắn và má bầu, một ngoại hình đã được mô tả là "elfin". Khuyết tật trí tuệ nhẹ đến trung bình với các vấn đề cụ thể như khả năng không gian thị giác như vẽ và một ít vấn đề với ngôn ngữ. Những người bị ảnh hưởng thường có tính cách cởi mở và tương tác dễ dàng với người lạ. Thường có các vấn đề về răng, về tim, và có các giai đoạn calci trong máu cao.
Hội chứng Williams (WS) là chứng bệnh do nhiễm sắc thể (NST) bị bất thường: người bệnh có đủ số NST là 23 cặp, nhưng NST số 7 bị mất đi một đoạn khoảng 27 gen, trong đó thiếu gen tạo ra chất elastin là protein có tính co giãn và tăng sức mạnh. Thành mạch máu của bệnh nhân thiếu chất elastin nên không có tính đàn hồi dẫn đến bị trục trặc về tim mạch, chậm phát triển trí tuệ.
Điều trị bao gồm các chương trình giáo dục đặc biệt và nhiều loại trị liệu khác nhau. Phẫu thuật có thể được thực hiện để điều chỉnh các vấn đề về tim. Thay đổi chế độ ăn uống hoặc thuốc có thể được yêu cầu trường hợp calci trong máu cao. Hội chứng lần đầu tiên được ông John C. P. Williams, người Tân Tây Lan, mô tả vào năm 1961. Hội chứng Williams xảy ra với tỷ lệ 1 trong 7.500 đến 1 trong 20.000 người khi sinh. Tuổi thọ ngắn hơn so với dân số nói chung, chủ yếu là do tăng tỷ lệ mắc bệnh tim.